# Cacia anancyloides
Cacia anancyloides är en skalbaggsart som beskrevs av Stefan von Breuning 1958. Cacia anancyloides ingår i släktet Cacia och familjen långhorningar. Inga underarter finns listade.